# Live in Poland
Live in Poland — живий альбом англійської групи Emerson, Lake & Palmer, який був випущений у 1997 році.

## Композиції
1. Karn Evil 9: 1st Impression, Pt. 2 – 5:26
2. Touch and Go – 3:54
3. From the Beginning – 4:07
4. Knife Edge – 5:44
5. Bitches Crystal – 4:04
6. Take a Pebble – 6:36
7. Lucky Man – 4:21
8. Medley – 16:59
9. Medley – 17:54

## Учасники запису
- Кіт Емерсон — орган, синтезатор, фортепіано, челеста, клавішні, орган Гаммонда, синтезатор Муґа
- Ґреґ Лейк — акустична гітара, бас-гітара, електрогітара, вокал
- Карл Палмер — перкусія, ударні